# الخطوط العريضة لعلم الانسان
تُقدم المواضيع المرتبطة التالية كنظرة عامة ودليل موضوعي لعلم الانسان:
الأنثروبولوجيا - دراسة الإنسانية. علم الانسان (الأنثروبولوجيا) - دراسة الإنسانية. نشأ علم الانسان في العلوم الطبيعية والعلوم الإنسانية والعلوم الاجتماعية. استخدم المصطلح لأول مرة فرانسوا بيرون عند مناقشة لقاءاته مع سكان تاسمانيون الأصليين.

## نوع علم الانسان
يمكن وصف علم الانسان بكل مما يلي:
- تخصص أكاديمي: مجموعة معرفية تُعطى لطالب أو يتلقاها منه؛ فرع أو مجال معرفي، أو مجال دراسة يختار الفرد التخصص فيه.
- مجال علمي: فئة معترف بها على نطاق واسع من الخبرة المتخصصة في مجال العلوم، وعادة ما تجسد مصطلحاتها وتسميتها الخاصة. يُمثل هذا المجال عادةً بمجلة علمية أو أكثر، حيث تُنشر الأبحاث التي تُراجع من قبل الأقران. هناك العديد من المجلات العلمية ذات الصلة بعلم الاجتماع.
- علوم اجتماعية: مجال من المعرفة الأكاديمية يستكشف جوانب المجتمع البشري.

## تاريخ علم الانسان
تاريخ علم الانسان

## حقول علم الانسان
- علم الآثار.
- علم الإنسان الحيوي، ويُهتم بالجوانب الحيوية والسلوكية للإنسان.
- علم الانسان اللغوية.
- علم الإنسان الثقافي، تركز على دراسة التنوع الثقافي.
- علم الإنسان الاجتماعي، المكون السائد لعلم الانسان في جميع أنحاء العالم.

### حقول علم الآثار وعلم الأحياء الفرعية
الخطوط العريضة لعلم الآثار [الإنجليزية]
- علم الحيوان الإنساني
- علم الانسان الثقافية الحيوية
- علم الانسان التطوري، تدرس العلاقة بين البشر الأوائل والرئيسيات غير البشريات.
- علم الآثار النسوي [الإنجليزية]، تسعى إلى تقليل التحيز الذكوري في نتائج البحث.
- علم الإنسان الشرعي، تطبيق الأنثروبولوجيا في الإطار القضائي.
- علم الآثار البحرية
- علم مستحاثات البشر

### الحقول الفرعية لعلم اللغويات
مخطط علم اللغويات
- علم الانسان اللغوية، وهي الدراسة المشتركة بين التخصصات لكيفية تأثير اللغة على الحياة الاجتماعية
- الوصفية
- علم اللغة الإثنية
- علم اللسانيات التاريخي
- علم الآثار السيميائية [الإنجليزية]، تدرس كيف تكتسب العلامات اللغوية المعنى وكيف تتفاعل مع بعضها البعض ومع العالم المحيط
- علم اللغة الاجتماعي

### الحقول الفرعية لعلم الانسان الاجتماعية والثقافية
- علم الإنسان التطبيقي، تطبيق منهج وتنظير الأنثروبولوجيا لتحليل وحل المشكلات العملية.
- علم إنسان الفن [الإنجليزية]، دراسة الفنون والممارسات الفنية المختلفة من منظور أنثروبولوجي.
- علم الإنسان المعرفي، تركز على ما يعرفه الناس من مجموعات مختلفة وكيفية تغير تلك المعرفة الضمنية، بمعنى ما يفكرون فيه بغير وعي، من الطريقة التي يدرك بها الناس محيطهم ويتفاعلون معه.
- دراسات الاتصال
- دراسات ثقافية
- علم الإنسان الرقمي، دراسة العلاقة بين البشر وتكنولوجيا العصر الرقمي.
- علم إنسان التنمية
- علم الانسان البيئي
- علم الإنسان الاقتصادي
- علم الإنسان الإثني
- علم الإنسان النوع الاجتماعي والجنس
- القرابة والعائلة
- علم الإنسان القانوني
- علم إنسان الإعلام
- علم الانسان الطبي
- علم الإنسان السياسي
- علم الإنسان النفسي، تدرس تفاعل العمليات الثقافية والعقلية.
- علم الإنسان العام
- علم الإنسان الدين
- علم الإنسان الثقافي، تدرس العلاقة بين الحالات المتغيرة للوعي والثقافة.
- علم الإنسان الحضري، تهتم بقضايا التحضر والفقر والليبرالية الجديدة في المجتمعات المعاصرة.
- علم الإنسان البصري، تدرس إنتاج وتحليل التصوير الإثنوغرافي (صور الشعوب والثقافات).

### الحقول الفرعية الأخرى
- علم الإنسان الجنائي، دراسة تدمج بين دراسة الجنس البشري ودراسة المجرمين.
- اللغويات علم الانسان، دراسة العلاقة بين اللغة والثقافة والعلاقة بين الأحياء البشرية والإدراك واللغة.
- نظريات القيمة لعلم الإنسان [الإنجليزية]،محاولات لتوسيع النظريات التقليدية للقيمة المستخدمة من قبل علماء الاقتصاد أو الأخلاق.
- علم الإنسان النصف آلي، تدرس تفاعل البشرية والتكنولوجيا من منظور أنثروبولوجي.
- علم إنسان المتاحف [الإنجليزية]، مجال يجمع بين مجالات الأنثروبولوجيا الفرعية.
- فلسفة علم الإنسان، تتعامل مع أسئلة الميتافيزيقيا والظواهر المتعلقة بالشخص البشري.
- علم إنسان الاديان، دراسة الإنسان في علاقته بإلاديان.

## مفاهيم علم الانسان العامة
- ثقافة
- مجتمع
- القرابة والنسب
- الزواج والأسرة
- تطور
- الثقافة المادية
- السلالة والعرق
- العولمة وما بعد الاستعمار
- التنشئة الاجتماعية

## نظريات
- نظرية شبكة الفواعل
- نظرية التحالف [الإنجليزية]
- دراسات عابرة للثقافات
- المادية الثقافية
- نظرية الثقافة
- النسوية
- النظرية الوظيفية
- الرمزي [الإنجليزية]
- دراسات الأداء
- الاقتصاد السياسي
- نظرية الممارسة [الإنجليزية]
- علم الإنسان الهيكلي
- ما بعد البنيوية
- نظرية النظم [الإنجليزية]

## الأساليب والأطر
- الأجناس البشرية
- علم الأعراق
- المقارنة بين الثقافات [الإنجليزية]
- مراقبة المشترك
- الاثنوغرافيا على الإنترنت
- الشمولية
- الانعكاسية
- شرح عميق
- النسبية الثقافية
- النزعة العرقية
- المقاربة الداخلية والخارجية

## منظمات علم الانسان
- الرابطة الأمريكية للأنثروبولوجيا، وهي منظمة مهنية للعلماء والممارسين في مجال الأنثروبولوجيا.
- الجمعية الأمريكية لعلماء الأنثروبولوجيا البدنية [الإنجليزية]، ومقرها الولايات المتحدة.
- الجمعية الأمريكية للإثنولوجيا [الإنجليزية].
- جمعية الأنثروبولوجيا في لندن [الإنجليزية]، تأسست عام 1863.
- جمعية الأنثروبولوجيا في فيكتوريا [الإنجليزية]، تأسست في عام 1934.
- المسح الأنثروبولوجي للهند [الإنجليزية]، المنظمة الهندية الأبرز المعنية بالدراسات الأنثروبولوجيا وبحوث البيانات الميدانية.
- متحف الأنثروبولوجيا في أردبيل [الإنجليزية]، متحف يقع في أردبيل بإيران.
- الجمعية الأسترالية للأنثروبولوجيا [الإنجليزية]، الجمعية المهنية التي تمثل علماء الأنثروبولوجيا في أستراليا.
- مركز الدراسات العالمية للسكان الأصليين [الإنجليزية].
- الجمعية الإثنولوجية بلندن [الإنجليزية].
- الجمعية الأنثروبولوجية الهندية [الإنجليزية]، الهيئة التمثيلية لعلماء الأنثروبولوجيا المحترفين في الهند.
- معهد الأنثروبولوجيا والإثنوغرافيا [الإنجليزية]، معهد أبحاث روسي متخصص في الدراسات الإثنوغرافية للأنثروبولوجيا الثقافية والبدنية.
- معهد ماكس بلانك لعلم الإنسان التطوري، معهد أبحاث مقره لايبزيغ.
- متحف ماكسويل للأنثروبولوجيا [الإنجليزية]، متحف أنثروبولوجيا يقع في حرم جامعة نيو مكسيكو
- متحف الآثار وعلم الإنسان، جامعة كامبريدج [الإنجليزية]، يضم مجموعات الجامعة من الآثار المحلية، إلى جانب القطع الأثرية الأثرية والإثنوغرافية من جميع أنحاء العالم.
- الأرشيف الوطني للأنثروبولوجيا [الإنجليزية]، أرشيف تحتفظ به مؤسسة سميثسونيان.
- شبكة الأنثروبولوجيين المعنيين [الإنجليزية].
- معهد ن.ن. ميكلوهو-ماكلاي للإثنولوجيا والأنثروبولوجيا [الإنجليزية].
- مركز الأميرة ماهـا شكري سيريندهورن للأنثروبولوجيا [الإنجليزية]، مؤسسة أكاديمية في تايلاند.
- المعهد الأنثروبولوجي الملكي لبريطانيا العظمى وأيرلندا [الإنجليزية]، منظمة أنثروبولوجية عريقة.
- جمعية العلوم الأنثروبولوجية [الإنجليزية].
- جمعية الأنثروبولوجيا التطبيقية [الإنجليزية].
- جمعية الأنثروبولوجيا الطبية [الإنجليزية]، منظمة تأسست لتعزيز دراسة الجوانب الأنثروبولوجية للصحة والمرض والرعاية الصحية والموضوعات ذات الصلة.
- معهد كارولينا الجنوبية للآثار والأنثروبولوجيا [الإنجليزية]، معهد أبحاث بجامعة كارولينا الجنوبية.
- مركز يو اس سي للأنثروبولوجيا البصرية [الإنجليزية]، مركز يقع في جامعة جنوب كاليفورنيا.
- وحدة الدراسات الانثروبولوجية في المنطقة العربية، تختص وحدة الدراسات الانثروبولوجية في المنطقة العربية بدراسة الممارسات الاجتماعية والثقافية من إبعاد الأقليات والهويات المتصارعة وصور تجليات الممارسات الثقافية للجماعات الخاصة ودراسة تعايش/صراع ثقافات واديان الأفراد المهاجرين للمنطقة العربية.

## الكتب والمجلات وغيرها من المؤلفات
- ببليوغرافيا علم الإنسان [الإنجليزية]
- قائمة المجلات في علم الإنسان [الإنجليزية]

## علماء الأنثروبولوجيا
- الولايات المتحدة الامريكية
  - فرانز بواس
  - روث بندكت
  - مارغريت ميد
  - إريك وولف
- بريطانيا
  - برونسيلاف مالينوفسكي
  - إيفانز بريتشارد
  - رادكليف براون
  - إدموند ليتش [الإنجليزية]
- فرنسا
  - مارسيل موس
  - كلود ليفي ستروس
- العرب
  - أبو بكر بن أحمد باقادر
  - عبد الله عبد الرحمن يتيم
  - نادية صادق العلي
  - هانيا شلقامي
  - سعاد جوزيف
  - فؤاد إسحاق الخوري

## قوائم الأنثروبولوجيا
- قائمة أعضاء الأكاديمية الوطنية للعلوم (علم الانسان) [الإنجليزية]
- قائمة المتاحف التي تضم مجموعات رئيسية في الإثنوغرافيا وعلم الانسان [الإنجليزية]
- قائمة أفلام علم الإنسان البصرية [الإنجليزية]

## روابط خارجية
- الجمعية الأنثروبولوجية الأمريكية (AAA): ما هي الأنثروبولوجيا؟
- الرابطة الوطنية لممارسة الأنثروبولوجيا (NAPA): مهنة الأنثروبولوجيا